# Republicanismo en España
El republicanismo en España se ha extendido a lo largo de los siglos xix, xx y xxi y se ha materializado en movimientos políticos de diferente signo. Si bien dichos movimientos han compartido el objetivo de establecer una República, durante estos tres siglos han surgido distintas corrientes según la organización territorial que se quería dar a ese Estado republicano: una organización unitaria o centralista, o federalista, existiendo además corrientes independentistas de carácter republicano en diversas regiones españolas.
A pesar de la larga tradición de republicanismo, España ha tenido un sistema político republicano tan solo durante dos cortos periodos, que suman casi diez años: la Primera República (entre el 11 de febrero de 1873 y el 29 de diciembre de 1874) y la Segunda República (entre el 14 de abril de 1931 y el 1 de abril de 1939).
Hay que destacar que, aunque históricamente ha habido movimientos y partidos políticos defensores de la República en todo el espectro político español, desde la izquierda hasta partidos liberales, nacionalistas o derechistas, actualmente el republicanismo en España es comúnmente identificado con la izquierda política, ya que los republicanos conservadores son una minoría.

## Historia del republicanismo español
Las raíces del republicanismo en España se encuentran en el liberalismo, surgido a partir de la Revolución francesa y cuyas primeras manifestaciones se encuentran en la Guerra de la Independencia española (1808-1814). Durante el reinado de Fernando VII (1813-1833) se dieron varios pronunciamientos liberales, pero no fue hasta el reinado de Isabel II que aparecieron los primeros movimientos claramente antimonárquicos y republicanos.

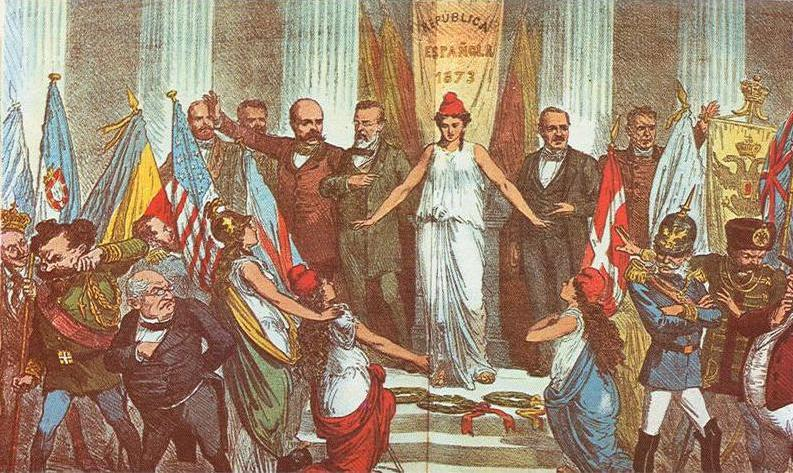
Las repúblicas del mundo, Francia, Estados Unidos o Suiza entre otras, dan honores a la I República española, mientras las monarquías la repudian.

La Revolución de 1868 derrocó a Isabel II, pero las Cortes surgidas de las elecciones de 1869 dieron una mayoría monárquica, que impuso la búsqueda de un nuevo rey entre las cortes reales europeas. Este nuevo rey fue Amadeo I de Saboya, pero en medio de un país profundamente inestable, envuelto en diversas guerras (en la tercera Guerra Carlista, debida a las aspiraciones al trono de la rama borbónica carlista; y en la guerra de Cuba, colonia española que buscaba su independencia), y contando con la oposición de los republicanos y de buena parte de la aristocracia, la Iglesia y el pueblo, el rey abdicó el 11 de febrero de 1873.
Ese mismo día de 1873, las Cortes proclamaron la Primera República Española. Pero la República fue víctima de la inestabilidad provocada por las guerras antes nombradas y por la propia división entre los republicanos. La mayoría de los republicanos eran federales, y de hecho se aprobó que la forma del Estado fuese la de una república democrática federal, pero existía también una tendencia unitaria. Además, dentro de los federalistas existía un sector «intransigente» que se sublevó en la Revolución Cantonal, finalmente sofocada. Muestra de la complicada situación política fue la sucesión de cuatro presidentes en tan solo 11 meses de República: Francisco Pi y Margall, Estanislao Figueras, Nicolás Salmerón y Emilio Castelar, todos ellos republicanos. El 3 de enero de 1874, el general Manuel Pavía dio un golpe de Estado que estableció una dictadura republicana conservadora al mando del general Serrano, que a su vez fue derrocado por el pronunciamiento del general Martínez Campos el 29 de diciembre, produciéndose la Restauración borbónica en España con la subida al trono de Alfonso XII.

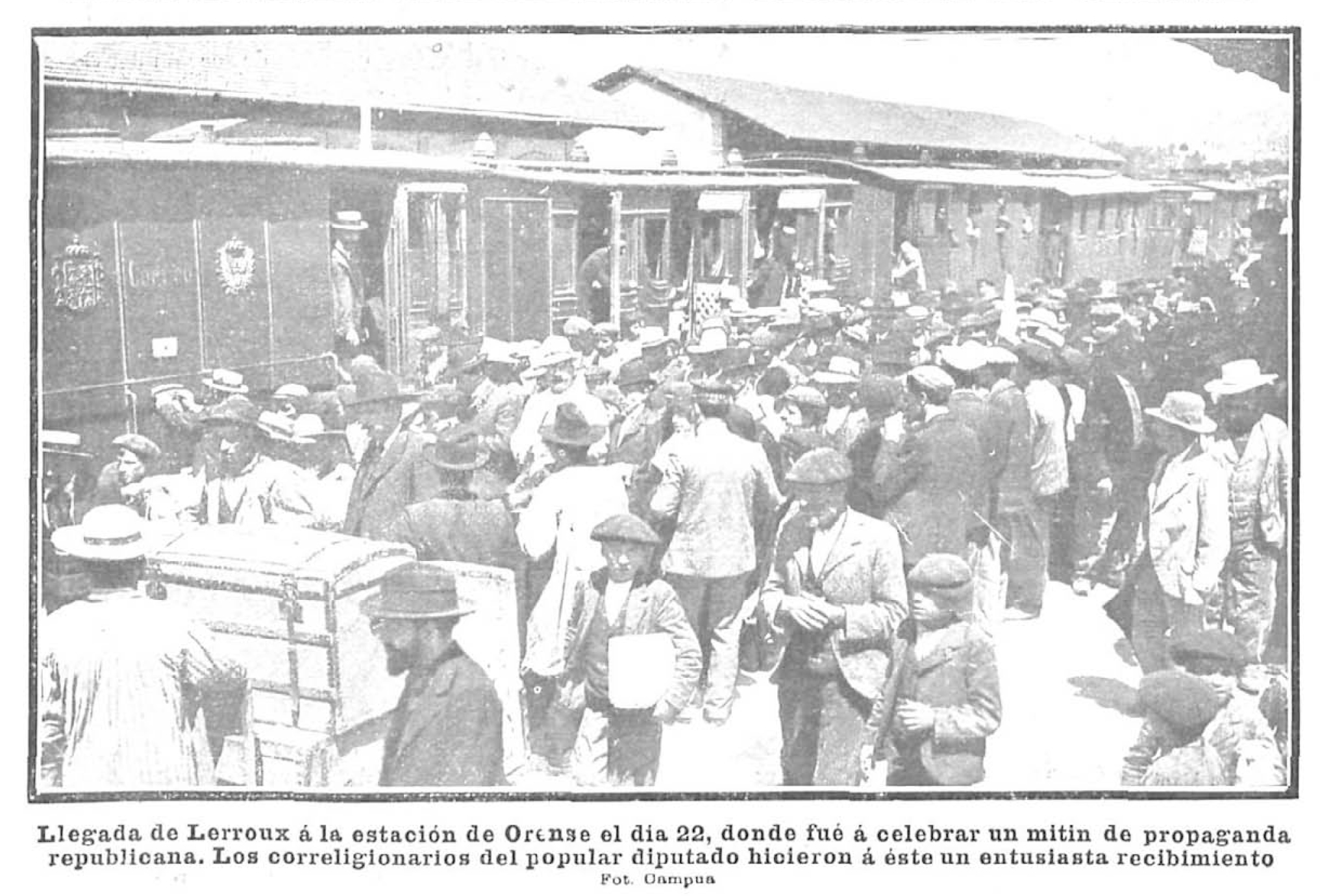
Visita de Lerroux a Orense (1904).

Tras la Restauración, junto al Partido Republicano Democrático Federal encabezado por Pi y Margall, aparecieron diversos partidos republicanos, como el Partido Demócrata (luego Partido Demócrata Posibilista) de Castelar y el Partido Progresista Demócrata (luego Partido Progresista Republicano Demócrata) de Cristino Martos. Pero estos partidos, inmersos en un sistema donde el sufragio fue censitario entre 1878 y 1890, y donde imperaba el caciquismo, no podían competir con los dos grandes partidos dinásticos: el Partido Liberal-Conservador de Cánovas y el Partido Liberal de Sagasta. Más tarde aparecerían el Partido Republicano Progresista (PRP) de Manuel Ruiz Zorrilla y José María Esquerdo, y el Partido Republicano Centralista de Salmerón, a los que se añadieron diversos diputados republicanos independientes. 
En 1898 nació la Fusión Republicana, y en 1903 la Unión Republicana (UR), donde se pretendió fusionar a todas las corrientes republicanas. Sin embargo, más tarde se separarían de esta el Partido Republicano Radical de Alejandro Lerroux y el Partido de Unión Republicana Autonomista de Vicente Blasco Ibáñez. También apareció el Centre Nacionalista Republicà (CNR) catalán. Tras los hechos de la Semana Trágica de Barcelona en 1909, partidos republicanos y el Partido Socialista Obrero Español (PSOE) formaron la Conjunción Republicano-Socialista, al tiempo que sectores catalanes de UR, el CNR y el PRDF formaban la Unión Federal Nacionalista Republicana (la mayor parte de cuyos integrantes pasaron a formar parte en 1917 del Partit Republicà Català). De la Conjunción Republicano-Socialista se separó el Partido Reformista de Melquiades Álvarez.
A partir de 1917, el régimen de la Restauración entró en un estado de crisis, que finalmente desembocó en el golpe de Estado del capitán general de Cataluña, Miguel Primo de Rivera, quien estableció una dictadura con el beneplácito del rey Alfonso XIII. Pero la crisis de esta dictadura llevó a la dimisión de Primo de Rivera en 1930 e hizo inevitable la caída de la monarquía. El 14 de abril de 1931, tras unas elecciones municipales en las que los republicanos ganaron en la mayoría de las capitales de provincia, fue proclamada la Segunda República Española.

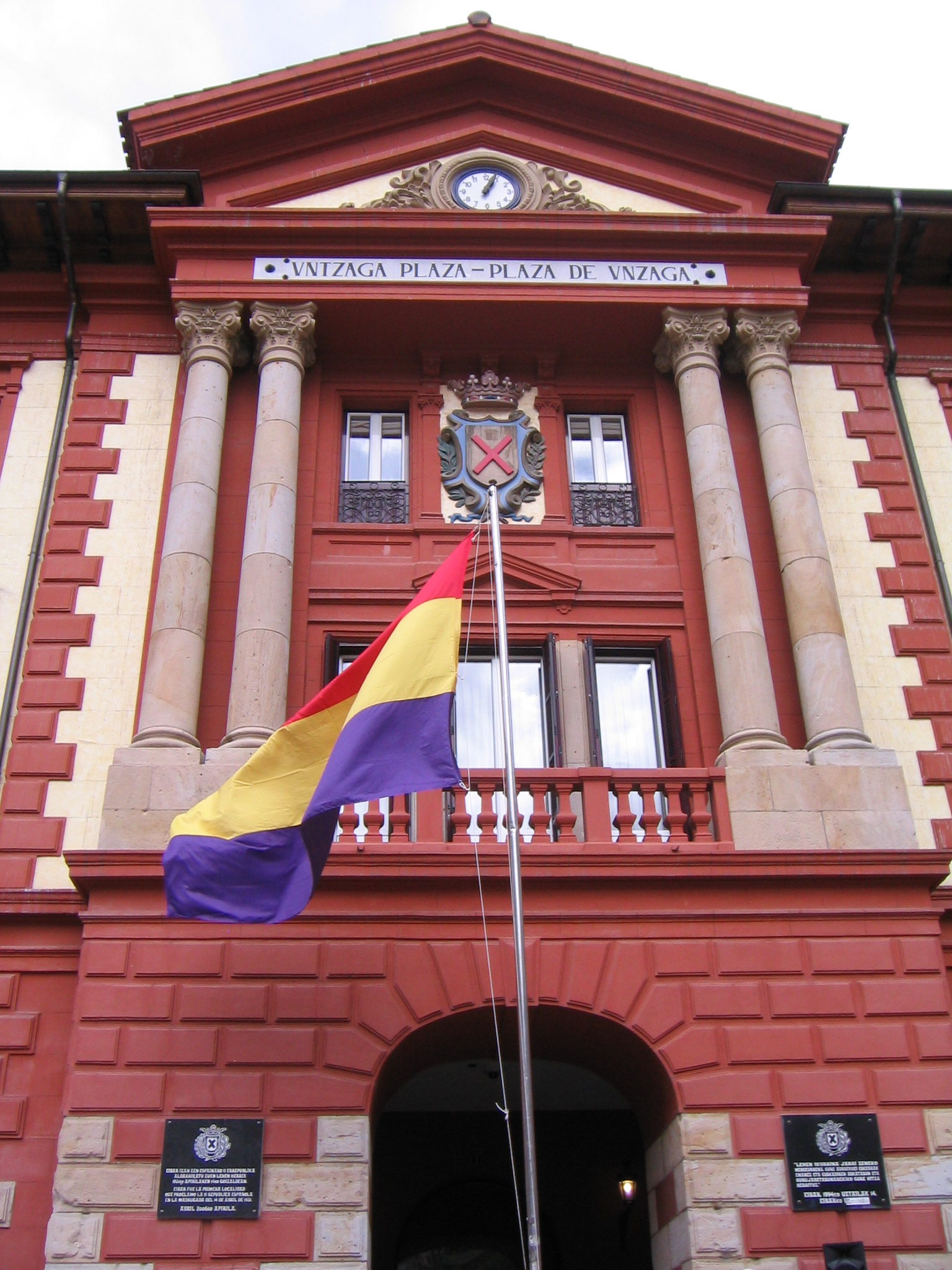
Bandera republicana izada en el 77.º aniversario de la proclamación de la República en Éibar.

Alegoría de la República Española por Teodoro Andreu (1931)

La Segunda República adoptó la forma de república unitaria, si bien permitía la formación de regiones autónomas (a lo que se acogieron Cataluña y País Vasco). La república pronto tuvo que enfrentarse a la polarización política propia de la época, al tiempo que en Europa se vivía el ascenso de los fascismos. El primer Presidente de la República fue Niceto Alcalá Zamora, de la Derecha Liberal Republicana; en tanto que Manuel Azaña, de Acción Republicana (más tarde Izquierda Republicana) en coalición con el PSOE, fue el presidente del Gobierno tras la victoria izquierdista en las elecciones del 28 de junio. Este gobierno trató de realizar numerosas reformas, como la Ley de Reforma Agraria, por lo que su periodo de gobierno es conocido como el Bienio Reformista. Fue en 1933 cuando se extendió también, por primera vez en España, el sufragio universal a las mujeres.
Ya en 1932, tuvo lugar un fallido golpe de Estado protagonizado por el general Sanjurjo, muestra de la inestabilidad política del momento. En las elecciones de 1933, ganó la Confederación Española de Derechas Autónomas de José María Gil-Robles, seguida del Partido Republicano Radical de Lerroux. Este formó gobierno con el apoyo parlamentario de la CEDA. La integración de la CEDA en el Gobierno en octubre de 1934 fue una de las razones que motivó la Revolución de 1934, en la que sectores del PSOE, Unión General de Trabajadores (UGT), Confederación Nacional del Trabajo (CNT) y Partido Comunista de España (PCE) protagonizaron una huelga general revolucionaria en el marco de la cual se intentó el derribo del gobierno, al tiempo que Lluís Companys (de Esquerra Republicana de Catalunya (ERC)), Presidente de la Generalidad de Cataluña, proclamaba el Estado Catalán dentro de la República Federal Española. 
La violenta represión de la Revolución, en especial en Asturias, donde tomó especial fuerza, la supresión de la autonomía catalana y la detención de numerosas personalidades políticas de importancia (incluidas algunas que no estuvieron detrás de los hechos acaecidos, como Azaña), motivaron la formación del Frente Popular por PSOE, UGT, PCE, Partido Obrero de Unificación Marxista (POUM), IR, Unión Republicana (UR) y ERC, entre otros. El Frente Popular venció en las elecciones de 1936, volviendo a asumir el gobierno Manuel Azaña, quien pronto fue elegido presidente de la República tras la destitución de Alcalá Zamora.
El 17 de julio de 1936 comenzó en el Protectorado español de Marruecos una sublevación militar que fracasó en un primer momento en su propósito de tomar el poder en todo el país, pero tomó el control de una parte del territorio, lo que provocó el estallido de la guerra civil española. Mientras el bando republicano fue abandonado por las democracias europeas, y solo recibió el apoyo militar de la Unión de Repúblicas Socialistas Soviéticas, el bando sublevado contó con el apoyo de la Alemania nazi y de la Italia fascista, lo que fue determinante para la victoria final de los sublevados. Francisco Franco estableció una férrea dictadura que duró hasta su muerte en 1975. Si bien Emilio Mola, director del Alzamiento, pretendía establecer una dictadura republicana, finalmente Franco dio a España la forma de reino en 1947, y en 1969 nombró a Juan Carlos de Borbón como su sucesor «a título de rey», quien ascendió al trono a la muerte del dictador en noviembre de 1975.
Las fuerzas de oposición al Franquismo fracasaron en sus intentos de provocar la caída de Franco, y tras su muerte comenzaron un proceso de negociación con el gobierno que llevó a la Transición Española, en la que España recuperó la democracia, siendo aceptada la monarquía parlamentaria como forma de gobierno por formaciones que anteriormente habían defendido la República, como el PSOE y el PCE. Tras las primeras elecciones generales democráticas en 1977, la Presidencia y el Gobierno de la Segunda República Española en el exilio, establecida desde el final de la Guerra Civil, proclamaron oficialmente su disolución.
Durante la Transición española, el republicanismo estuvo representado por los partidos Acción Republicana Democrática Española (ARDE), Izquierda Republicana (IR) y el Partido Republicano Español (PRE) (PRE).
El presidente del gobierno, Adolfo Suárez, reconoció, en una entrevista con Victoria Prego, que sus propias encuestas durante la Transición daban la victoria a la república frente a la monarquía, y que manipuló la Ley para la Reforma Política de 1976 para evitar un referéndum monarquía-república, incluyendo constitución democrática y monarquía en el mismo paquete de medidas. De esa forma, una vez aprobada la Ley, pudo responder a las presiones internacionales (que pedían dicho referéndum), que la monarquía ya había sido aprobada por los votantes.

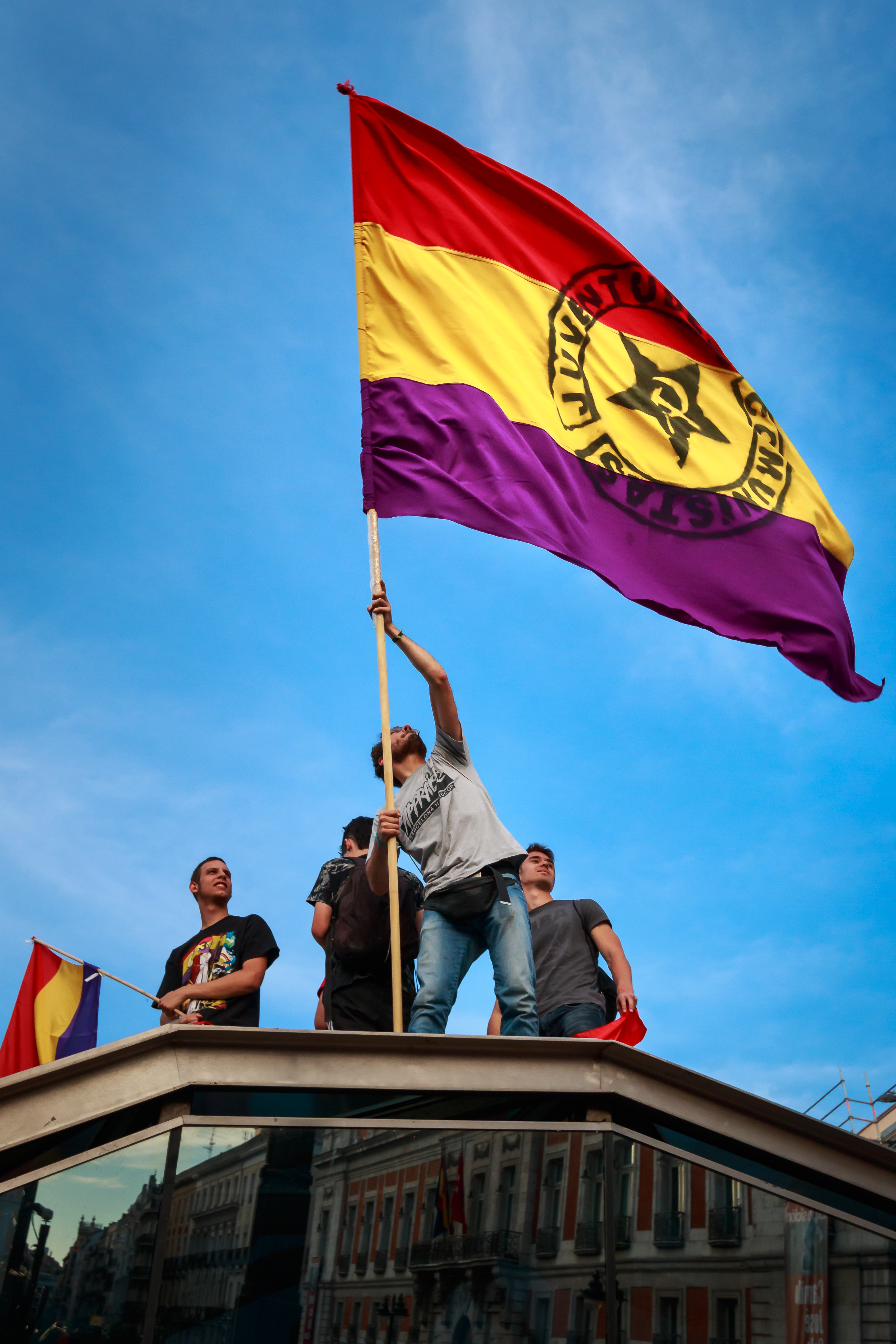
Manifestante en Madrid sujeta una bandera republicana española con el antiguo anagrama de la Unión de Juventudes Comunistas de España (UJCE).

Posteriormente, el PCE y la coalición de partidos en que se integra, Izquierda Unida, han reivindicado la proclamación de la Tercera República Española, existiendo también otros partidos regionales, nacionalistas e independentistas de carácter republicano. Según han reflejado diversas encuestas, existe una parte significativa de la población española que se declara republicana o contraria a la monarquía.

## Símbolos del republicanismo español

### Bandera

Bandera de España durante la Primera República.

Bandera de España durante la Segunda República.

Durante la Primera República Española (1873-1874), cuya constitución no llegó a ser aprobada por las Cortes, se mantuvo la bandera rojigualda, que había sido la bandera de España desde 1785, con la retirada de la corona del escudo. Sin embargo, se elaboraron distintos proyectos para sustituir la bandera rojigualda por una tricolor roja, blanca y azul, a similitud de la bandera revolucionaria francesa, o por una tricolor roja, amarilla y morada. La escasa duración de la Primera República impidió el cambio de bandera.
Esta última bandera, la tricolor roja, amarilla y morada, fue en las décadas siguientes consolidándose como el símbolo de una España republicana, tras su adopción por el Partido Federal. Es por ello que en las manifestaciones de celebración de la Proclamación de la Segunda República Española, el 14 de abril de 1931, el pueblo enarboló esta bandera por las calles, y fue esta bandera la izada en los ayuntamientos de los distintos municipios conforme la República iba siendo proclamada en los mismos. Esta bandera fue designada como la bandera oficial española el 27 de abril de 1931. Durante la Guerra Civil, el bando sublevado restableció la bandera rojigualda el 29 de agosto de 1936 como la oficial de España, agregándole más tarde como escudo el Águila de San Juan. En 1981, ya en democracia (tras el proceso de Transición y la promulgación de la Constitución de 1978) el citado emblema es eliminado de la bandera rojigualda, y es sustituido por una versión moderna de las pequeñas armas utilizadas por el Estado durante la Segunda Restauración borbónica (1874-1931), que fueron anteriormente de igual modo la base para los escudos republicanos. Esta bandera es la que se ha mantenido hasta la actualidad. Sin embargo, la mayoría del movimiento republicano español sigue considerando en la actualidad la bandera tricolor, roja, amarilla y morada como la bandera republicana española.

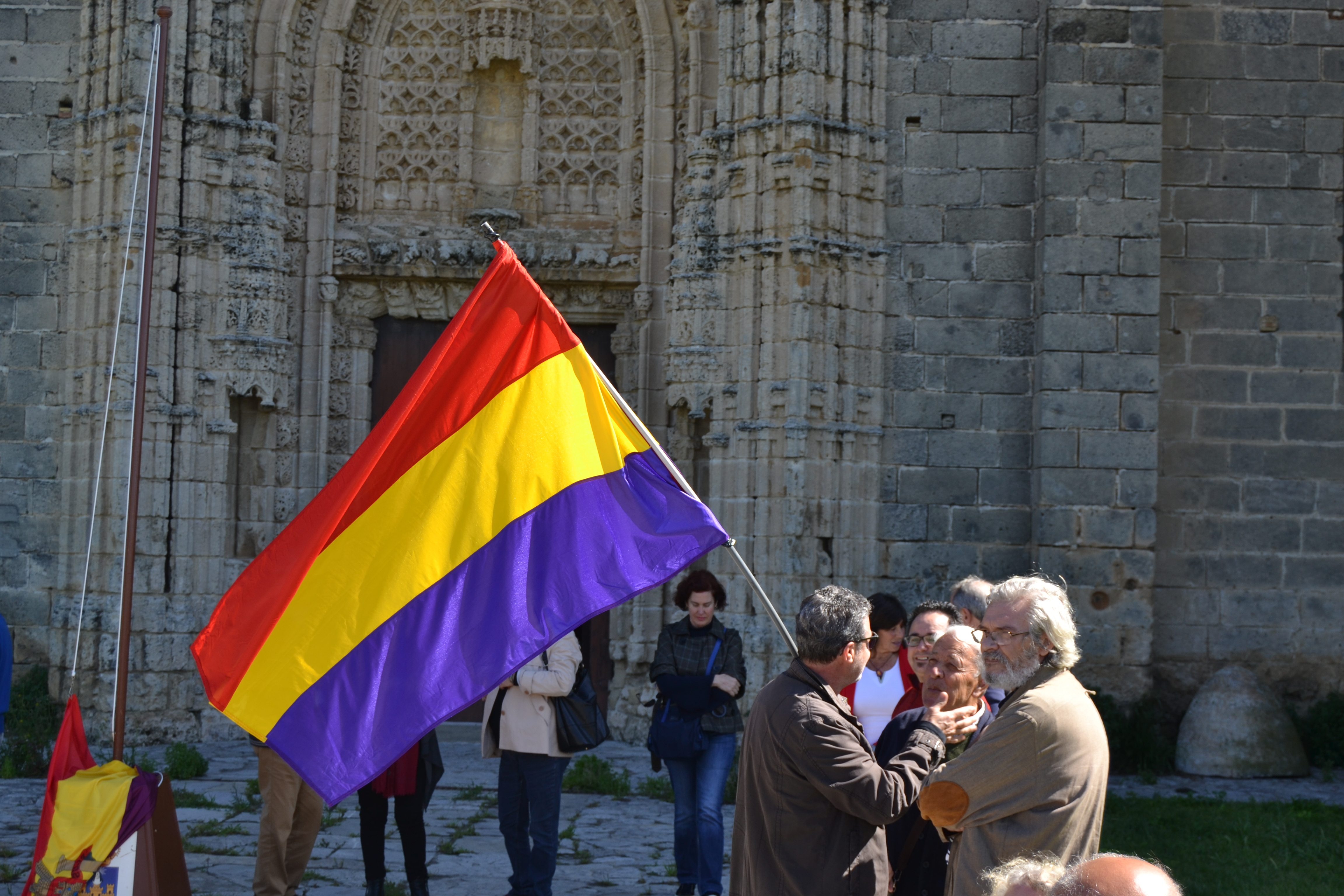
Izada de la bandera republicana en el Antiguo Penal de El Puerto (2018)

El cambio de bandera producido en 1931 obedecía a la voluntad de simbolizar en él la apertura de una nueva etapa en España. En otros países europeos, al producirse la transformación de sus países en repúblicas, también se produjo un cambio de bandera, como en Francia (1794), Portugal (1910) y Alemania (1919); en otros casos no fue así, tal y como ocurrió en Italia (1946), donde únicamente se retiró el escudo, o como en el caso albanés donde su bandera ha permanecido, invariablemente, representada por su característica águila bicéfala.
Hay varias teorías que tratan de explicar el color morado de la bandera tricolor, siendo la más extendida que los colores de la bandera republicana española simbolizaban a la Corona de Aragón (rojo y amarillo) y pretendían vincular también a la Corona de Castilla  con el morado, asociando equivocadamente el color morado con los comuneros de Castilla, como símbolo del liberalismo y el republicanismo en España, en vez del color carmesí que fue el empleado por los comuneros cuatro siglos antes.

### Himno
El himno de Riego fue compuesto por José Melchor Gomis, en honor a Rafael de Riego, quien con su pronunciamiento en Las Cabezas de San Juan en 1820 provocó el fin momentáneo del absolutismo en España, mediante la restauración de la Constitución española de 1812, dando comienzo al Trienio Liberal (1820-1823). Fue declarado himno nacional durante dicho Trienio, y fue prohibido tras la invasión de los Cien Mil Hijos de San Luis que puso fin a dicho trienio, restaurando el gobierno absoluto a Fernando VII, quien persiguió a los liberales, entre ellos Riego, quien fue ahorcado en 1823.
El himno se convirtió en un símbolo del liberalismo español, siendo también cantado por los liberales durante la Primera Guerra Carlista. Por ello fue el elegido por las autoridades de la Segunda República Española para convertirse en el himno nacional en sustitución de la Marcha Real.

### Escudo

Escudo de la bandera española durante la Primera República (1873-1874).

Escudo de España durante el Gobierno Provisional (1868-1870) y la Primera República (1873-1874). Durante la Segunda República (1931-1939) y la república en el exilio (1939-1977), se retiró la corona al león.

En 1868, la Real Academia de la Historia, a solicitud del Gobierno provisional establecido tras la Revolución de 1868, elaboró el escudo que debía representar a España. Este fue:

"Escudo cuartelado en cruz: primero, de gules y un castillo de oro, almenado de tres almenas, y donjonado de tres torres, la del medio mayor; cada una también con tres almenas, el todo de oro, mazonado de sable y adjurado de azur; segundo, de plata y un león de gules, coronado de oro, armado y lampasado de lo mismo; tercero, de oro y cuatro palos de gules; cuarto, de gules y una cadena de oro puesta en orla, en cruz y en sotuer: entado en punta, de plata y una granada al natural mostrando sus granos de gules, sostenida, tallada y hojada de dos hojas de sinople. Acostadas, una á cada lado, las dos columnas de Hércules, de plata, con la base y el capitel de oro, liadas con una lista de gules, cargada con el Plus ultra de oro."
Informe dado al gobierno provisional sobre el escudo de armas y atributos de la moneda. Aureliano Fernández-Guerra y Orbe, Cayetano Rosell, Eduardo Saavedra, Salustiano de Olózaga. Real Academia de la Historia. Madrid, 6 de noviembre de 1868.

Teniendo su base, como más anteriormente se ha señalado, en el monárquico escudo pequeño con las armas nacionales (hasta 1868, únicamente con las de Castilla y León y Granada), dicho escudo fue adoptado por el Gobierno provisional (1868-1870) y la Primera República. Durante los periodos monárquicos posteriores (1870-1873, 1874-1931, 1981-actualidad), sin embargo, se le ha sustituido la corona mural por la real, y se ha incluido el símbolo de la dinastía reinante en el centro (Saboya en 1870-1873 y Borbón en 1874-1931 y 1975-actualidad).

## Principales partidos políticos republicanos después de la Transición

### Partidos de ámbito nacional

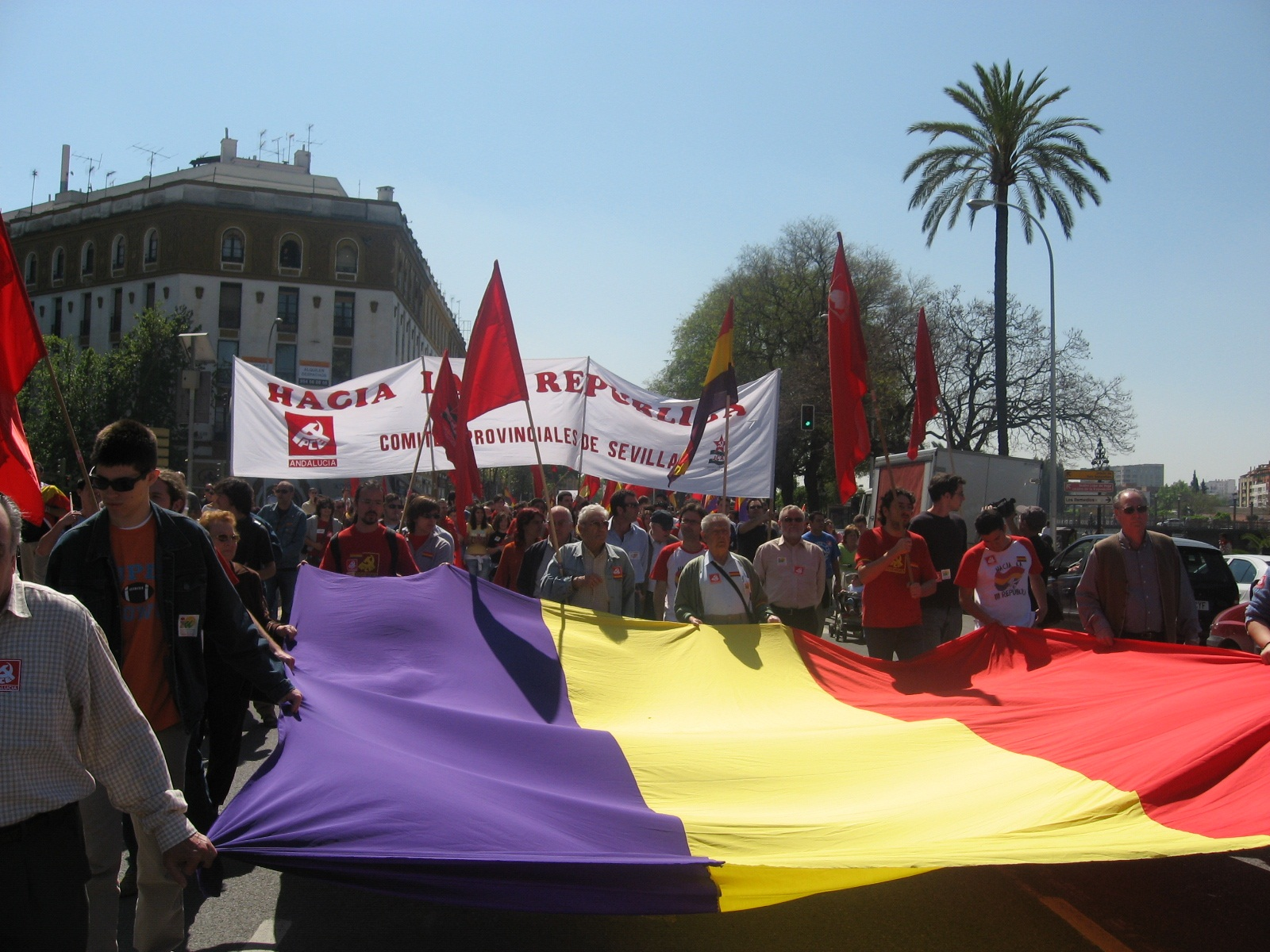
Manifestación por la III República, con la participación del PCE, el 14 de abril de 2006 en Sevilla.

Existe un número de partidos políticos republicanos a nivel nacional. Desde la Transición, tan solo Izquierda Unida, y uno de sus componentes antes de su formación, el Partido Comunista de España, habían tenido representación parlamentaria hasta 2011. El Partido Socialista Obrero Español mantiene una postura favorable a la actual forma política de Estado, con un apoyo, desde sus dirigentes, hacia la monarquía parlamentaria, a la vez que una parte de sus bases se proclaman republicanas.
- Unidas Podemos (UP) es el cuarto partido de España por número de votos. Se trata de una coalición de partidos de izquierdas, entre los cuales se encuentran Izquierda Unida (que a su vez integra al Partido Comunista de España) y Podemos (que llegó a ser tercera fuerza política y recibir más del 20% de los votos en las elecciones de 2015). En el artículo 1 de los estatutos de IU, exponen su objetivo de transformar gradualmente el sistema capitalista económico, social y político, en un sistema socialista democrático, fundamentado en los principios de justicia, igualdad, solidaridad, respeto a la naturaleza y organizado conforme a un Estado de Derecho, federal y republicano.[8] Desde Izquierda Unida y el PCE se reivindica la construcción de una Tercera República española.[9][10] Por parte de Podemos, se definen como republicanos.[11]
- Equo es un partido ecologista español que se integró en la Coalició Compromís en la Comunidad Valenciana en las elecciones de 2011, sin conseguir finalmente representación. Equo aboga por un estado federal, laico y republicano.[12]
- El Partido Socialista Obrero Español (PSOE) es el principal partido de la izquierda española y el que más años ha gobernado desde la Transición (1982-1996, 2004-2011, 2018-presente). Se definen como republicanos aunque apoyan el consenso constitucional del 1978. Recibieron críticas por estar en contra de celebrar un referéndum después de la abdicación de Juan Carlos I.[13][14][15] Sin embargo, la organización juvenil del PSOE, las Juventudes Socialistas de España, sí define sus ideas como republicanas,[16] y en sus resoluciones del 37.º Congreso (2004-2008), el PSOE afirmaba propugnar un republicanismo cívico.[17] Las menciones al republicanismo desaparecieron en las resoluciones del 38.º Congreso, restando únicamente la siguiente mención: "Somos herederos del esfuerzo modernizador que llevó a cabo la II República y del impulso que, en la década de los ochenta, se dio a la educación". Frente a ello, Izquierda Socialista, corriente de opinión interna del PSOE, presentó una enmienda a la totalidad a la ponencia marco del 38.º Congreso, en la que proponían que el Partido recupere su mejor tradición republicana y elabore una estrategia democrática para alcanzar la República Española. El 14 de abril de 2020, con motivo de la conmemoración del aniversario de la II República, las Juventudes Socialistas hicieron público un comunicado en apoyo a la abolición de la monarquía.[18]

### Partidos de ámbito autonómico, nacionalistas e independentistas
Se recogen solo los partidos que muestren una actitud favorable al republicanismo y tengan o hayan tenido representación parlamentaria a nivel estatal o autonómico:
- En Andalucía:
  - El Partido Andalucista (PA) fue un partido nacionalista andaluz de izquierdas. No se define como republicano,[19] pero sí lo hacen sus juventudes, las Juventudes Andalucistas.[20]

- En Aragón:
  - Chunta Aragonesista (CHA) es un partido nacionalista aragonés de izquierdas. Es partidario de un proceso constituyente que lleve a la República.[21]

- En Baleares:
  - PSM-Entesa Nacionalista es un partido socialista, ecologista y nacionalista balear. Defiende que la Constitución española contemple la posibilidad de elegir mediante una consulta popular vinculante la instauración de una República.[22]

- En Castilla y León, Castilla-La Mancha, Cantabria, Comunidad de Madrid y La Rioja:
  - Tierra Comunera (TC) (Partido Castellano desde 2009) es un partido castellanista y progresista que presenta entre sus principios ideológicos el republicanismo y el federalismo.[23]

- En Cataluña, Comunidad Valenciana y Baleares:
  - Esquerra Republicana de Catalunya (ERC) es un partido de izquierdas y republicano que defiende la independencia de los Países Catalanes, persiguiendo la consecución de la República de Cataluña.[24]
  - Candidatura d'Unitat Popular (CUP) es una organización política de izquierdas y asamblearia que "defiende la independencia de la nación catalana y la lucha hacia una república de los Países Catalanes por una democracia real y directa".[25]
  - Solidaritat Catalana per la Independència es una coalición de partidos que persigue la independencia de los Países Catalanes:[26] Solidaritat per la Independència, Partit Republicà Català, Els Verds-Alternativa Verda, Partit Socialista d’Alliberament Nacional dels Països Catalans, Catalunya Nació Independència, Catalunya Acció y Bloc Sobiranista Català.[27]

- En Cataluña:
  - Convergència i Unió (CiU) fue una federación de partidos políticos nacionalistas catalanes de centro-derecha, formada por los partidos Convergència Democràtica de Catalunya (CDC) y  Unió Democràtica de Catalunya (UDC) desde 1978 hasta 2015. Fue la coalición de partidos que más tiempo permaneció en el gobierno de la comunidad autónoma de Cataluña (1980-2003, 2010-2015). Ninguno de los dos partidos se define como republicano,[28][29] pero sí lo hacen sus juventudes: la organización juvenil de CDC, la Joventut Nacionalista de Catalunya, expone entre sus valores "el republicanismo como forma de gobierno";[30] en tanto que la organización juvenil de UDC, la Unió de Joves, afirma trabajar "por una sociedad construida con los valores republicanos".[31] Las diferencias de posición que surgieron con respecto al proceso independentista catalán iniciado en 2012 entre Artur Mas, líder de Convergència y presidente de la Generalidad de Cataluña, y la dirección nacional de Unió, encabezada por Josep Antoni Duran i Lleida, acabó en una crisis interna que desembocó en la ruptura y desaparición de CiU[32] y las renuncias de la vicepresidenta Joana Ortega y los consejeros Ramon Espadaler y Josep Maria Pelegrí (los tres, militantes de Unió) en junio de 2015.[33]

- En la Comunidad Valenciana:
  - La Coalició Compromís es una coalición formada por partidos valencianos de izquierdas: Bloc Nacionalista Valencià (BLOC), Iniciativa del Poble Valencià (IdPV) y Els Verds-Esquerra Ecologista del País Valencià (EV-EE). Entre los objetivos del BLOC se encuentra la defensa de la República, como la forma de gobierno más ajustada a los principios democráticos, así como la defensa de los valores republicanos.[34]

- En Galicia
  - El Bloque Nacionalista Galego (BNG) es una formación política de izquierdas y nacionalista gallega. En su XIII asamblea nacional, de 2012, tomó como objetivo avanzar hacia la soberanía nacional gallega, que "debe concretarse, a través del ejercicio de autodeterminación, en un Estado gallego democrático, laico y republicano: la República de Galicia".[35]
  - Alternativa Galega de Esquerda es una coalición de izquierdas soberanista gallega, a favor del derecho de autodeterminación de Galicia, formada por Anova-Irmandade Nacionalista, las federaciones gallegas de IU (Esquerda Unida) y Equo, y Espazo Ecosocialista Galego (EcoSoGal). Su acuerdo programático defiende la "necesidad de recuperar la dignidad de una acción política basada en la radicalidad democrática; en los principios republicanos de igualdad, libertad, fraternidad y laicidad". Si tanto IU como Equo son ya republicanos a nivel estatal, también Anova-Irmandade Nacionalista tiene entre sus principios el republicanismo,[36] y EcoSoGal apuesta "por recuperar la acción política de la ciudadanía en el sentido republicano del término".

- En el País Vasco y Navarra:
  - Amaiur es una coalición soberanista vasca de izquierda abertzale, que dice defender un proyecto "aglutinante, soberanista, republicano y de izquierdas".[37]
  - Aralar es un partido de izquierda abertzale que propugna la independencia de Euskal Herria, mediante la creación de una República Federal de Euskal Herria.[38]
  - Eusko Alkartasuna (EA) es un partido socialdemócrata e independentista vasco. Defiende la creación de una república vasca en un espacio europeo unido y sin fronteras dentro del proyecto federal de la Europa de los pueblos.[39]

También la coalición Europa de los Pueblos, que unió a diversos partidos regionalistas, nacionalistas o independentistas de izquierdas, pidió el voto a los republicanos españoles y defendió el republicanismo federal español. Esta coalición, formada para concurrir en las elecciones al Parlamento Europeo, integraba a los partidos: ERC, EA, Chunta Aragonesista, Partido Socialista de Andalucía, Andecha Astur, Conceju Nacionaliegu Cántabru e Iniciativa Ciudadana de La Rioja.

## Otros partidos republicanos en España

### Partidos de ámbito nacional
- Alternativa Republicana (ALTER), en una resolución política, declara que "La República debe ser, hoy más que nunca, nuestra línea roja prioritaria y nuestro sentido e identidad".[41]
- Partido Libertario (P-LIB), que apuesta por el "liberalismo profundo", reivindica "que el mejor sistema para organizar el Estado es la república", y que trabajarán "para sumar voluntades en su favor".[42]
- Unión Nacional Republicana (UNR)

- Partido Nacional Republicano (PNR)

- Falange Española de las JONS (FE-JONS)
- 'Frente Obrero' (FO)

## El republicanismo en la opinión pública
No existen en España estudios del Centro de Investigaciones Sociológicas (CIS) en los que se pregunte a los encuestados sobre su preferencia de sistema de gobierno, monárquico o republicano. El CIS, no obstante, sí publica encuestas donde se expone la valoración que los encuestados hacen de la monarquía, y ocasionalmente ha publicado preguntas de opinión sobre la monarquía, observándose un progresivo descenso del apoyo hacia las opiniones monárquicas, a la par que otras valoraciones desfavorables que afectan a todas las instituciones políticas del país, y manteniéndose la Corona en mejor posición y consideración que todas ellas. Aunque la monarquía ha sido normalmente una de las instituciones más valoradas, se observa una caída del grado de confianza en la misma, especialmente entre los jóvenes (de 18 a 24 años), quienes la suspenden reiteradamente en el CIS desde 2006, siendo suspendida en 2011 por primera vez por el conjunto de la población, aunque siendo la institución política mejor valorada por los ciudadanos: por encima de los partidos políticos, sindicatos, gobierno, etc. El estudio publicado el 24 de junio de 2004, incluso arrojó el resultado de que el 55% de los españoles está más bien de acuerdo con la afirmación de que la monarquía es algo superado hace tiempo.
Esporádicamente, también son publicadas en periódicos encuestas y sondeos con cuestiones relativas a la monarquía, y a la filiación monárquica o republicana de los encuestados, con un resultado mayormente favorable a la monarquía:
| Fecha      | Encuesta | Republicanos (%)                                                                                                   | Más republicanos que monárquicos (%)                                                                               | Indiferentes+NS/NC (%)                                                                                             | Juancarlistas (%)                                                                                                  | Más monárquicos que republicanos (%)                                                                               | Monárquicos (%) |
| ---------- | --- | --- | --- | --- | --- | --- | --- |
| 07/10/1996 | Instituto Opina para La Vanguardia | 9,7% | 6,2% | 37,2% | - | 11,2% | 35,7% |
| 11/1996    | Metroscopia | 13% | - | 21% | - | - | 66% |
| 1997       | Metroscopia Archivado el 20 de diciembre de 2016 en Wayback Machine.                                                                                  | 15% | - | 20% | - | - | 65% |
| 1998       | Metroscopia Archivado el 20 de diciembre de 2016 en Wayback Machine.                                                                                  | 11% | - | 17% | - | - | 72% |
| 20/11/2000 | Sigma Dos para El Mundo | 15,9% | - | 41,1% | - | - | 43% |
| 20/11/2005 | Sigma Dos para El Mundo | 23,5% | - | Más del 38% | - | - | 38% |
| 28/09/2006 | Instituto Opina para Cadena Ser | 25% | - | 10% | - | - | 65% |
| 06/10/2007 | Gabinete de Estudios Sociales y Opinión Pública (Gesop) para Época                                                                                    | 24,8% | - | - | - | - | 50,6% |
| 11/10/2007 | Metroscopia para la Fundación Toledo | 22% | - | 9% | - | - | 69% |
| 05/01/2008 | Sigma Dos para El Mundo | 12,8% | - | 39,9% | 14,6% | - | 28,5% |
| 15/08/2008 | Sigma Dos para El Mundo | 16,2% | - | 57,9% | 7% | - | 15,7% |
| 06/12/2009 | Metroscopia para El País | 25% | - | - | - | - | 66% |
| 31/10/2010 | Análisis Sociológicos Económicos y Políticos (ASEP) (enlace roto disponible en Internet Archive; véase el historial, la primera versión y la última). | 26% | - | - | - | - | 57% |
| 07/11/2010 | Metroscopia para El País | 35% | - | 8% | - | - | 57% |
| 14/04/2011 | Metroscopia (enlace roto disponible en Internet Archive; véase el historial, la primera versión y la última). para El País                            | 39% | - | 10% | - | - | 48% |
| 20/06/2011 | Invymark para La Sexta | 36,8% | - | 21,1% | - | - | 42,1% |
| 12/2011    | Caso Nóos | Caso Nóos | Caso Nóos | Caso Nóos | Caso Nóos | Caso Nóos | Caso Nóos |
| 12/12/2011 | Invymark para La Sexta | 37% | - | 3,7% | - | - | 59,3% |
| 18/12/2011 | Metroscopia para El País | 37% | - | 14% | - | - | 49% |
| 02/01/2012 | Sigma Dos para El Mundo | 33% | - | - | - | - | 60% |
| 22/04/2012 | NC Report (enlace roto disponible en Internet Archive; véase el historial, la primera versión y la última). para La Razón                             | 35,5% | - | 15,9% | - | - | 48,5% |
| 04/2012    | Controversia del viaje de caza a Botsuana de Juan Carlos I                                                                                            | Controversia del viaje de caza a Botsuana de Juan Carlos I                                                         | Controversia del viaje de caza a Botsuana de Juan Carlos I                                                         | Controversia del viaje de caza a Botsuana de Juan Carlos I                                                         | Controversia del viaje de caza a Botsuana de Juan Carlos I                                                         | Controversia del viaje de caza a Botsuana de Juan Carlos I                                                         | Controversia del viaje de caza a Botsuana de Juan Carlos I                                                         |
| 23/04/2012 | Invymark para La Sexta | 34% | - | 8,1% | - | - | 57,9% |
| 03/01/2013 | Sigma Dos para El Mundo | 41% | - | 5,2% | - | - | 53,8% |
| 14/04/2013 | para La Razón | - | - | - | - | - | 63,5% |
| 05/01/2014 | Sigma Dos para El Mundo | 43,3% | - | 6,8% | - | - | 49,9% |
| 02/06/2014 | Juan Carlos I anuncia su abdicación | Juan Carlos I anuncia su abdicación                                                                                | Juan Carlos I anuncia su abdicación                                                                                | Juan Carlos I anuncia su abdicación                                                                                | Juan Carlos I anuncia su abdicación                                                                                | Juan Carlos I anuncia su abdicación                                                                                | Juan Carlos I anuncia su abdicación                                                                                |
| 06/06/2014 | Archivado el 10 de junio de 2014 en Wayback Machine. para La Sexta                                                                                    | 36,3% | - | 10,6% | - | - | 53,1% |
| 06/06/2014 | para El País | 36% | - | - | - | - | 49% |
| 07/06/2014 | para antena 3 | 35,5% | - | - | - | - | 60,03% |
| 07/06/2014 | el mundo para El Mundo | 35,6% | - | 8,6% | - | - | 55,7% |
| 19/06/2014 | Felipe VI es proclamado rey | Felipe VI es proclamado rey                                                                                        | Felipe VI es proclamado rey                                                                                        | Felipe VI es proclamado rey                                                                                        | Felipe VI es proclamado rey                                                                                        | Felipe VI es proclamado rey                                                                                        | Felipe VI es proclamado rey                                                                                        |
| 23/06/2014 | para La Razón | 28,3% | - | 14% | - | - | 57,6% |
| 14/06/2015 | el mundo para El Mundo | 33,7% | - | 4,8% | - | - | 61,5% |
| 02/01/2017 | para El Español | 32,5% | - | - | - | - | 60,9% |
| 25/06/2017 | para La Razón | 25,4% | - | 12,8% | - | - | 61,8% |
| 05/2018    | Ipsos | 37% | | 40% | | | 24% |
| 07/2018    | Grabaciones de Villarejo | Grabaciones de Villarejo                                                                                           | Grabaciones de Villarejo                                                                                           | Grabaciones de Villarejo                                                                                           | Grabaciones de Villarejo                                                                                           | Grabaciones de Villarejo                                                                                           | Grabaciones de Villarejo                                                                                           |
| 25/07/2018 | Electomania and CTXT | 47,4% | - | 2,7% | - | - | 49,9% |
| 10/2018    | Electomania Archivado el 7 de abril de 2020 en Wayback Machine.                                                                                       | 45,6% | | 6,3% | | | 48,1% |
| 01/2019    | Sociométrica Archivado el 19 de junio de 2020 en Wayback Machine.                                                                                     | 41,9% | | 15% | | | 43,1% |
| 07/2019    | IMOP | 46,1% | | 3,1% | | | 50,8% |
| 15/03/2020 | Felipe VI renuncia a su herencia y retira la asignación a su padre                                                                                    | Felipe VI renuncia a su herencia y retira la asignación a su padre                                                 | Felipe VI renuncia a su herencia y retira la asignación a su padre                                                 | Felipe VI renuncia a su herencia y retira la asignación a su padre                                                 | Felipe VI renuncia a su herencia y retira la asignación a su padre                                                 | Felipe VI renuncia a su herencia y retira la asignación a su padre                                                 | Felipe VI renuncia a su herencia y retira la asignación a su padre                                                 |
| 14/04/2020 | Electomania Archivado el 27 de febrero de 2021 en Wayback Machine.                                                                                    | 47% | | 5,4% | | | 47,5% |
| 06/05/2020 | Sináptica para Público | 51,6% | | 13,8% | | | 34,6% |
| 10/07/2020 | Electomania Archivado el 13 de julio de 2020 en Wayback Machine.                                                                                      | 53,1% | | 2,6% | | | 44,4% |
| 03/08/2020 | Se hace pública la voluntad de Juan Carlos I de abandonar España ante la repercusión generada por posibles delitos                                    | Se hace pública la voluntad de Juan Carlos I de abandonar España ante la repercusión generada por posibles delitos | Se hace pública la voluntad de Juan Carlos I de abandonar España ante la repercusión generada por posibles delitos | Se hace pública la voluntad de Juan Carlos I de abandonar España ante la repercusión generada por posibles delitos | Se hace pública la voluntad de Juan Carlos I de abandonar España ante la repercusión generada por posibles delitos | Se hace pública la voluntad de Juan Carlos I de abandonar España ante la repercusión generada por posibles delitos | Se hace pública la voluntad de Juan Carlos I de abandonar España ante la repercusión generada por posibles delitos |
| 04/08/2020 | Electomania Archivado el 5 de agosto de 2020 en Wayback Machine.                                                                                      | 55,5% | - | 5,1% | - | - | 39,4% |
| 06/08/2020 | Sociométrica para El Español | 40,8% | - | 4,3% | - | - | 54,9% |
| 12/09/2021 | Plataforma de medios independientes | 39% | 8% | - | - | - | 31% |
| 14/05/2022 | Consulta popular estatal | 93,25% | - | 0,94% | - | - | 5,81% |

A partir de 2005, se percibe en las encuestas un mayor apoyo a la causa republicana entre los jóvenes, habiendo más republicanos que monárquicos entre los encuestados de 18 a 29 años para el diario El Mundo en 2005. A pesar de ello, las encuestas muestran una buena valoración de la monarquía, lo que no impide que según la encuesta de El Mundo de agosto de 2008 al 47,9% de los españoles les hubiera gustado que se pudiera haber elegido al rey Juan Carlos, y que el 42,3% piense que la sucesión en Felipe de Borbón debería someterse a plebiscito.  Según el Publiscopio del diario Público de diciembre de 2009, cuestionados sobre la Constitución y sus posibles reformas, el 61% de los encuestados es partidario de reformarla para poder decidir entre monarquía o república, lo que supone un aumento del 3% respecto a las cifras del año anterior ofrecidas por el mismo diario.«Público.es - Dos ideas de España frente a la Constitución». Archivado desde el original el 9 de diciembre de 2008. Según otra encuesta realizada por Gallup, un 54% de los españoles era en 2012 partidario de un referéndum para elegir la forma del estado (monarquía o república), variando dicho apoyo según la franja de edad, siendo siempre mayor el apoyo al referéndum cuanto más joven era la franja encuestada (oscilando dicho apoyo entre el 73,1% de los jóvenes de 18 a 24 años hasta el 34,5% entre los mayores de 65 años).[cita requerida] El apoyo a dicho referéndum sería también mayor entre la población con más estudios, los votantes de partidos de izquierdas, y entre la población de clase alta o media-alta.[cita requerida]
Tras el anuncio de abdicación del rey en su hijo —futuro Felipe VI— el 2 de junio de 2014, se llevaron a cabo, por los principales medios informativos, una serie de encuestas sobre la aceptación de la monarquía. Dichas encuestas eran favorables a la continuación de la monarquía en España, siendo bastantes más los españoles que seguían apostando por la actual forma política de Estado frente a una opción republicana. Una encuesta realizada por La Sexta reveló que el 53,1 % de los españoles es favorable a la continuidad de la monarquía frente a un 36 % que se decanta por la república; asimismo el 63,1 % esta a favor de que el príncipe Felipe herede la corona frente al 32% que está en contra. Una encuesta realizada por el diario El Mundo, muestra que la abdicación ha mejorado la imagen de la Corona, pasando de un apoyo del 49,9 % a un 55,7 % a favor de la continuidad de la institución monárquica. Así mismo la encuesta muestra un aumento y apoyo entre los diferentes votantes de los distintos partidos políticos hacia la Corona: aumentando del 77,7 % al 80,3 % entre los votantes del PP, del 45,2 % al 52,7 % entre los votantes del PSOE y del 14,1 % al 22,6 % entre los votantes de IU.
Una encuesta realizada por TNS Demoscopia para Antena 3 revela que dos de cada tres ciudadanos creen que la abdicación se ha realizado en un momento oportuno, y el 60 % apoya la proclamación del príncipe Felipe como nuevo rey.
En los últimos años se viene apreciando en sucesivas encuestas un empate técnico entre partidarios de la continuación de la monarquía y partidarios de la república, así como un apoyo mayoritario a la celebración de un referéndum sobre la figura del jefe de Estado.